# Белоусов, Виктор Тимофеевич
Ви́ктор Тимофе́евич Белоу́сов (24 августа 1924, Белоусово, Яранский уезд, Вятская губерния, РСФСР, СССР ― 13 апреля 2015, Йошкар-Ола, Марий Эл, Россия) ― советский и российский юрист. Помощник, исполняющий обязанности прокурора г. Йошкар-Олы (1951―1955), начальник отделов Прокуратуры Марийской АССР / Марий Эл (1955―1988, 1989―1997), старший советник юстиции. Заслуженный юрист РСФСР (1975). Участник Великой Отечественной войны.

## Биография
Родился 24 августа 1924 года в деревне Белоусово Яранского района Кировской области в крестьянской семье. Его родители до старости проработали в колхозе.
В 1942 году окончил Яранское педагогическое училище.
В марте 1943 года пошёл добровольцем на фронт. Участник Великой Отечественной войны: в составе батальона Арзамасского пулемётно-миномётного училища был направлен на 4-й Украинский фронт под Полтаву, красноармеец 1288 стрелкового полка 113 стрелковой дивизии. Был тяжело ранен, инвалид, в феврале 1944 года комиссован. Награждён орденом Отечественной войны I степени и медалями. 
С 1944 года работал воспитателем в детском доме, преподавателем физической культуры в школах г. Яранска. Затем перевелся в ФЗО № 3 г. Волжска Марийской АССР.
В 1950 году окончил Всесоюзный заочный юридический институт.
С 1951 года ― помощник, исполняющий обязанности прокурора г. Йошкар-Олы.
В 1955―1988 годах ― прокурор отдела по надзору за органами милиции, начальник отдела по надзору за органами милиции, начальник отдела общего надзора прокуратуры Марийской АССР Прокуратуры Марийской АССР / Марий Эл, старший советник юстиции. В 1988 году вышел на пенсию.  Через год снова возвращается в прокуратуру на должность начальника отдела общего надзора. В 1997 году окончательно уволился из органов прокуратуры в связи с выходом на заслуженный отдых.  
За время работы в прокуратуре зарекомендовал себя инициативным, энергичным, требовательным работником. Уделял постоянное внимание молодым специалистам, росту их профессионального мастерства. Умел всесторонне и глубоко анализировать состояние работы, выбирая при этом правильное направление при решении различных вопросов. Принимал активное участие в общественной жизни, был редактором стенгазеты коллектива работников прокуратуры Марийской АССР, являлся членом общества по распространению научных знаний. Им читались лекции по линии общества «Знание», нередко он выступал в прессе, на радио и телевидении. По приказу прокурора республики его назначили нештатным корреспондентом журнала прокуратуры СССР «Социалистическая законность», где известны его статьи по вопросам методики проведения проверок исполнения законов.
В 1975 году ему присвоено почётное звание «Заслуженный юрист РСФСР». Награждён различными медалями и почётными грамотами. 
Скончался 13 апреля 2015 года в г. Йошкар-Оле. Похоронен на Паганурском кладбище.   

## Звания и награды
- Заслуженный юрист РСФСР (1975)[1][2][4] ― за долголетнюю положительную работу по укреплению законности, борьбе с преступностью и активное участие в общественной жизни [3]
- Орден Отечественной войны I степени (1985)[1][2]
- Медаль «За боевые заслуги» (15.02.1968)[3]
- Медаль «За победу над Германией в Великой Отечественной войне 1941—1945 гг.»[3]
- Юбилейная медаль «Двадцать лет Победы в Великой Отечественной войне 1941—1945 гг.» (1965)[3]
- Юбилейная медаль «Тридцать лет Победы в Великой Отечественной войне 1941—1945 гг.» (1975)[3]
- Юбилейная медаль «Пятьдесят лет Победы в Великой Отечественной войне 1941—1945 гг.» (1995)[3]
- Юбилейная медаль «60 лет Вооружённых Сил СССР» (1978)[3]
- Юбилейная медаль «За доблестный труд. В ознаменование 100-летия со дня рождения Владимира Ильича Ленина» (1970)[3]
- Медаль «Ветеран труда» (2013)[3]
- Почётная грамота Президиума Верховного Совета Марийской АССР (1967)[1][2]
- Почётная грамота Генерального прокурора Российской Федерации (1992) ― за безупречную работу в органах прокуратуры[3]